# Sundhammar
Sundhammar is een plaats in de gemeente Kungälv in het landschap Bohuslän en de provincie Västra Götalands län in Zweden. De plaats heeft 157 inwoners (2005) en een oppervlakte van 36 hectare.